# Porto-Vecchio
Porto-Vecchio (kors. Portivechju) – miejscowość i gmina we Francji, w regionie Korsyka, w departamencie Korsyka Południowa.